# Her-i-hor
Herihor   je bio staroegipatski vojni časnik i veliki svećenik Amuna iz Tebe od 1080. pr. Kr. do 1074. pr. Kr. za vrijeme faraona Ramzesa XI.

## Dolazak na prijestolje
Herihor je bio veliki svećenik boga Amona i zapovjednik postrojba
u Tebi u vrijeme kada je Egiptom
vladao Ramzes XI. Herihor je imao veću moć od Ramzesa zato što je upravljao vojskom. Herihor je iskoristio tu svoju moć i svrgnuo Ramzesa XI. s prijestolja. Nakon toga su i svećenici u Tanisu postavili sebi novoga kralja Smendesa I. Egipat se podijelio na Gornji i Donji.
Herihor na početku baš i nije bio prijateljski raspoložen prema kralju zbog kojeg ne može vladati cijelim Egiptom, ali postupno se razvijala suradnja između dva faraona. To se posebno vidi po pismima koja su faraoni razmjenjivali.

## Herihor - prethodnik ili nasljednik Piankha?
Tradicijski ga se u povijesnoj znanosti stavljalo za prethodnika Piankhu jer se vjerovalo da je njegov sin. To je bilo zbog toga što je Lepsius krivo protumačio sliku iz Honsuova hrama u Karnaku. Danas se smatra da ime Herihorova sina koje je djelimice sačuvano ondje nije [Pi]Ankh, nego vjerojatnije je da je Ankh[ef(enmut)].

## Obitelj
Herihor se oženio za kćerku Ramzesa XI. Neđmet. S tom ženidbom želio je učvrstiti svoju moć. Po tradicionalnom mišljenju s Neđmet je imao sina Piankha koji ga je nasljedio te sinove Hekanefera, Hekamata i Ankhefenmuta te kćer Faenmut, ali po novijim teorijama njegova upitno je da li su sva ta djeca njegova pogotovo Piankh, jedino je sigurno da je njegovo dijete Ankhefenmut.